# هنریکوس والسیانوس
هنریکوس والسیانوس یا هنری والوا (انگلیسی: Henri Valois; ۱۰ سپتامبر ۱۶۰۳ – ۷ مهٔ ۱۶۷۶) زبان‌شناس، و مورخ اهل فرانسه بود. فیلسوف و شاگرد مورخان کلاسیک و کلیسایی بود. او برادر بزرگتر آدرین والوا (۱۶۰۷–۱۶۹۲) است که زندگی خود را در یک بیوگرافی (برای اولین بار در سال ۱۶۷۷ منتشر شد) توصیف کرد، که اساس تمام زندگینامه‌های مدرن هنری والوا است.
او نویسنده کتاب ناشناس والسیانوس است کار ویراستاری او در در این کتاب یک موضوع بحث‌انگیز تاریخ‌نگاری برای بیش از صد سال است، بیش از آن که هم هویت نویسندگان و هم شرایط تدوین اثر مبهم است.
او کارهای مهمی انجام داد و اگرچه نسخه های خطی در اختیارش همیشه بهترین نبودند، اما درایت و قطعیت انتقادش قابل تحسین بود. یادداشت های معتدل و عاقلانه او اسنادی عالی از یادگیری فرانسوی قرن هفدهم است. والوآ با بزرگترین دانشمندان زمان خود ارتباط داشت، اما او همیشه آزادی قضاوت خود را با آنها حفظ می کرد.